# Opingivik Island
Opingivik Island – niezamieszkana wyspa w zatoce Cumberland, w regionie Qikiqtaaluk, na terytorium Nunavut, w Kanadzie.
W pobliżu Opingivik Island położone są wyspy: Shakshukowshee Island, Shakshukuk Island, Maktaktujanak Island, Aupaluktut Island, Kangigutsak Island, Nuvujen Island, Nimigen Island, Utsusivik Island i Kudjak Island.